# Наводнения в Югоизточна Азия (2006 – 2007)
Наводненията в Югоизточна Азия са поредица от наводнения в Малайзия, Индонезия и Сингапур в края на 2006 и началото на 2007 г.
Те са резултат от по-обилните валежи от обикновено, които се приписват на тайфуна Утор, който удря Виетнам и Филипините няколко дни по-рано.
Наводненията в Малайзия са по време на коледните и новогодишните празненства и нанасят големи щети. През седмицата от 18 декември 2006 г. поредица от наводнения удря полуостров Малака, където са засегнати силно няколко области.
По-късно същата седмица на 22 декември провинция Северна Суматра и о. Ацех в Индонезия са подложени на необичайно големи валежи, които довеждат до наводнения.
Денонощни безспирни дъждове в Сингапур отчитат валеж от 366 мм, което е 3-тият рекорден валеж от 75 години дотогава. В следващите 2 седмици продължават тежките дъждове с почти целодневни валежи.